# Schloss Esclimont

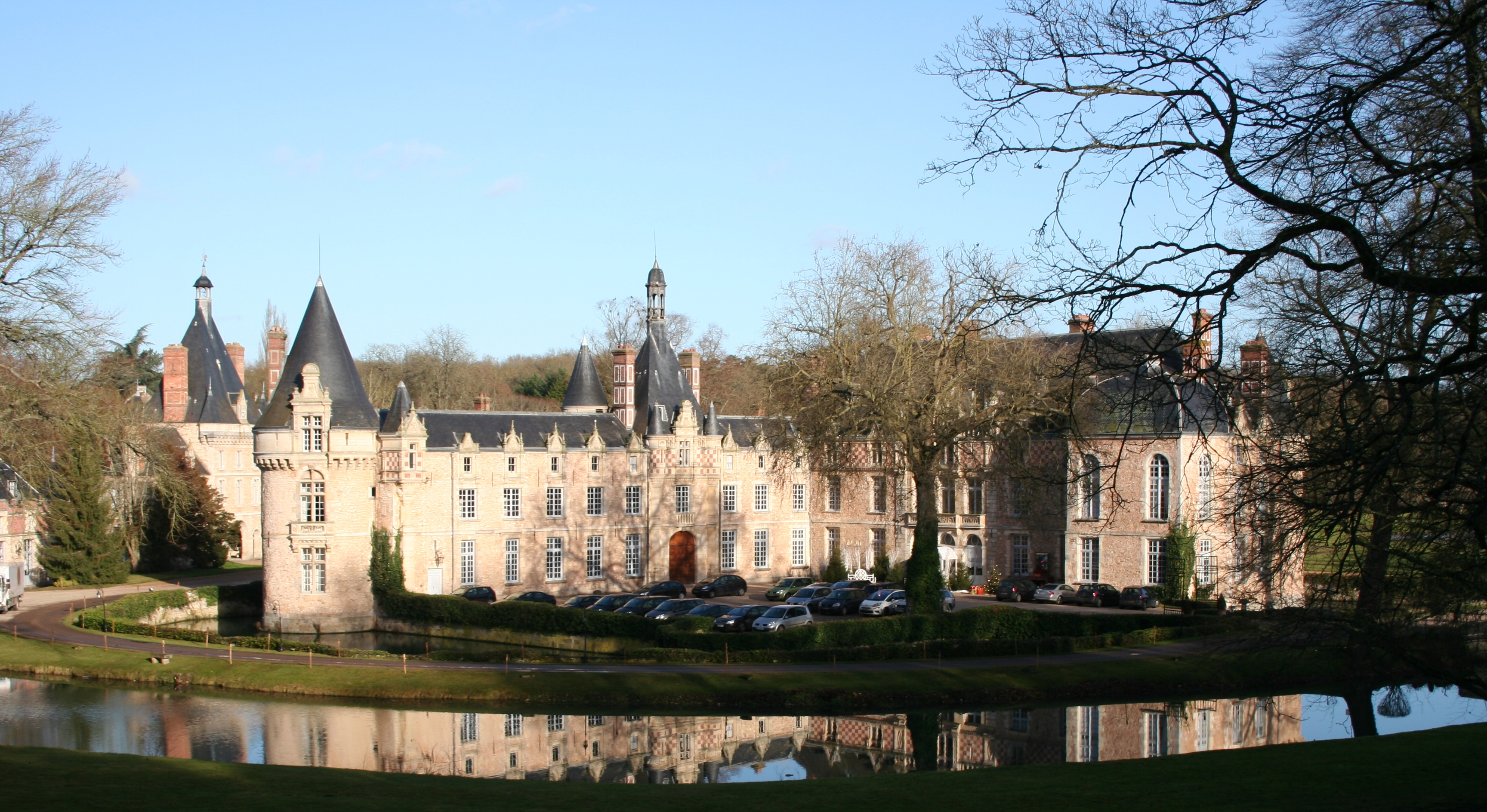
Schloss Esclimont

Das Schloss Esclimont ist ein ehemaliger Adelssitz in der Gemeinde Auneau-Bleury-Saint-Symphorien im französischen Département Eure-et-Loir in der Region Centre-Val de Loire. Es geht auf eine Holzburg aus dem 7. oder 8. Jahrhundert zurück. 1097 wurde sie von Jean Germont, dem Seigneur d’Esclimont, in eine Steinburg mit rechteckigem Bergfried umgebaut.
Schloss Esclimont wurde im 16. Jahrhundert für Étienne Poncher, Erzbischof von Tours († 1553) gebaut und im 19. Jahrhundert von seinem damaligen Besitzer Sosthène II. de La Rochefoucauld (1825–1908) stark umgebaut.
Ab 1981 wurde das Gebäude von seinem Besitzer René Traversac in ein Luxushotel umgewandelt, eine Funktion, die es bis heute beibehält; seit 2015 von seinem aktuellen Besitzer, der chinesischen Gruppe Tianci Hot Spring, betrieben.

## Geschichte
Das heutige Schloss ist der Nachfolger einer alten feudalen Festung, die im Laufe der Zeit mehrmals umgebaut wurde. Es wurde ab 1543 für Étienne Poncher, den Erzbischof von Tours, gebaut. Es ging in den Besitz der Familie seines Vetters Philippe Hurault de Cheverny (1528–1599) über, der Siegelbewahrer von König Heinrich III. und später Kanzler von König Heinrich IV. war.
Das Anwesen wurde 1639 von Claude de Bullion für die Familie Bullion erworben. Sein Enkel, Charles Denis de Bullion, ließ zahlreiche Umbauten vornehmen. Nach dem Aussterben der Familie de Bullion ging das Gut durch Heirat in die Hände der Familie Montmorency-Laval und später in die der Familie Albert de Luynes über.
Im 19. Jahrhundert erbte es Sosthènes de La Rochefoucauld, Duc de Doudeauville (1785–1864), der es dann an seinen Sohn Sosthène II. de La Rochefoucauld (1825–1908) weitergab, der dort zahlreiche Arbeiten durchführen ließ. Er wiederum übergab das Anwesen an seinen Sohn Édouard de La Rochefoucauld, Herzog von Bisaccia (1874–1968).
1958 zeigt ein illustrierter Artikel des Historikers Ernest de Ganay ein Schloss, das noch immer reich möbliert ist, insbesondere mit mehreren alten Wandteppichen (einige aus dem 18. Jahrhundert, aus der Serie über das Leben Heinrichs IV.) Kunstgegenständen, Büchern und zahlreichen Familienporträts.
Am 21. Juli 1981 verkaufte Laure-Suzanne-Marie Maingard, geborene Mailly-Nesle d’Orange, Enkelin und Erbin von Édouard de La Rochefoucauld, das Anwesen an René Traversac, den Präsidenten der Hotelkette Grandes Étapes Françaises.
Im Januar 2015 wurde die Domäne von Pierre Traversac, dem Sohn des Vorgängers, an die chinesische Gruppe Tianci Hot Spring für 35 Millionen Euro verkauft.

## Architektur
Im 16. Jahrhundert bestand die Burg aus einem Viereck, das an den Ecken von runden Türmen flankiert wurde.
Zu Beginn des 18. Jahrhunderts wurden die Süd- und Westfassade abgerissen und die übrigen Fassaden im Geschmack der Epoche umgestaltet, insbesondere durch Hinzufügen von Vorbauten mit dreieckigen Giebeln. Bei dieser Gelegenheit wurde auch der Park als Barockgarten neu gestaltet und ein Wasserspiel und ein großer Kanal hinzugefügt.
Im Jahr 1865 wurden die Fassaden vom Architekten Henri Parent saniert, um dem Ort etwas von seinem Renaissance-Stil zurückzugeben, insbesondere durch das Hinzufügen von Scharwachttürmen und Dachgauben. Der Duc de Doudeauville ließ auch den Park von den Brüdern Denis und Eugène Bühler neu gestalten. Ein neues Parterre wurde 1919 nach den Entwürfen von Ernest de Ganay angelegt.
Das Gebäude besteht heute aus einem Hauptgebäude im Osten, das von Türmen umgeben ist und auf das große Parterre blickt, sowie aus einem Pavillon, der von einem Dachgeschoss im imperialen Stil gekrönt wird. Ein niedrigerer Flügel im Norden hat einen Durchgang, der zum Ehrenhof führt, und liegt ebenfalls gegenüber dem großen Eingangspavillon aus dem 14. Jahrhundert. Das Schloss ist von einem Wassergraben umgeben.

## Denkmalschutz
Die Domäne stellt seit 1965 ein Site naturel classé dar.

## Im Kino
Das Anwesen diente auch als Drehort für einige Filme:
- 1961 –  Der Graf von Monte Christo
- 1964 – Angélique
- 1976 – Monsieur Klein
- 1998 – Die Zeitritter – Auf der Suche nach dem heiligen Zahn (Außenaufnahmen)